# Jimmy DeGrasso

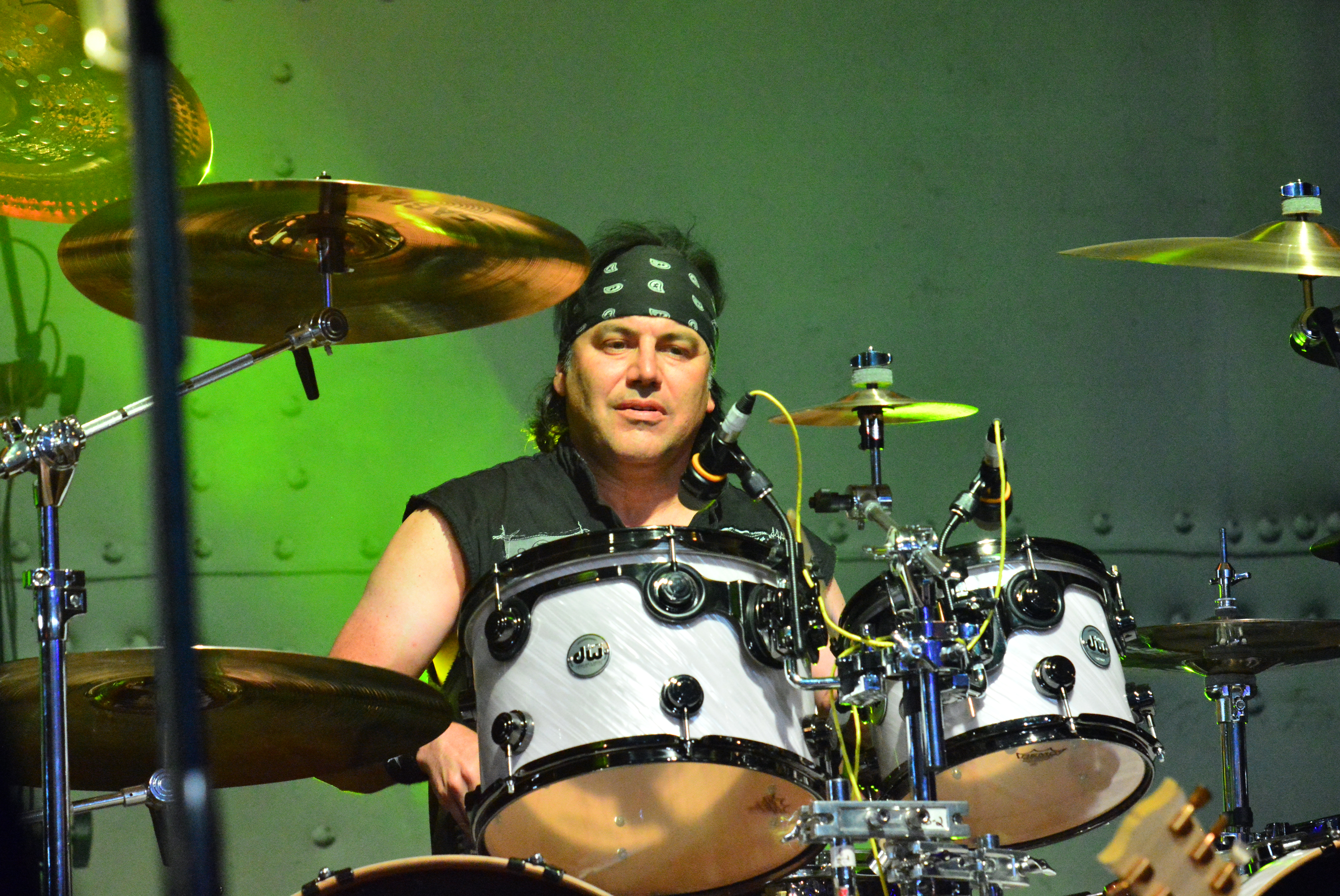
Jimmy DeGrasso, 2014

Jimmy DeGrasso (* 16. März 1963 in Bethlehem, Pennsylvania) ist ein US-amerikanischer Metal-Schlagzeuger. Er spielt in der Band F5 sowie für Alice Cooper.

## Biografie
DeGrasso schloss 1981 die Liberty High School in Bethlehem, Pennsylvania, ab und widmete sich alsbald dem Schlagzeugspiel. Er spielte 1986 kurze Zeit bei der Band Mama’s Boys. 1987–1990 hatte er den Schlagzeugerposten bei der Band Y&T inne, wo er Leonhard Haze ersetzte. 1992 stieg er bei Suicidal Tendencies ein und bestritt die Tour zum Album The Art of Rebellion. 1995, nach der vorläufigen Auflösung von Suicidal Tendencies, spielte er für Dave Mustaines (Megadeth) und Lee Vings (Fear) Projekt MD.45 und für Alice Cooper, wodurch er auch im Film Wayne’s World zu sehen ist. Für Cooper war er auch auf den nächsten Tourneen bis 1997 tätig und spielte das Album Fistful of Alice mit ein. 1998 holte ihn Mustaine dann zu Megadeth. Er spielte auf der Tour zu Cryptic Writings, fünf Tage nachdem ihn Mustaine engagiert hatte. DeGrasso spielte dann die Alben Risk und The World Needs a Hero mit ein und ist auch auf der Megadeth-DVD Rude Awakening zu sehen.
Nach der zwischenzeitlichen Auflösung von Megadeth trat DeGrasso 2002 beim Modern Drummer Festival auf und spielte auf weiteren Schlagzeugerfestivals in Großbritannien und Australien. Er spielte Touren für Stone Sour und den Gitarristen Ronnie Montrose und ist als Sessionmusiker aktiv. Seit 2007 ist er Schlagzeuger bei David Ellefsons (Megadeth) Band F5, spielt in einer Band namens Hail und sprang 2008 für Eric Singer, der mit Kiss beschäftigt war, erneut bei Alice Cooper ein. Seit 2009 ist er Bandmitglied bei Cooper.
DeGrasso spielte in seiner Karriere zudem auch mit Lita Ford, Ozzy Osbourne, White Lion, Talas und David Lee Roth. Er lebt in San José, wo er auch ein Schlagzeuggeschäft betreibt.

## Bands
- Y&T ~ 1987–1990, 1995
- Fiona ~ 1992
- Suicidal Tendencies ~ 1992–1995
- Alice Cooper ~ 1994–2002, 2008 und seit 2009
- Megadeth ~ 1998–2002
- O’2L ~ 2006
- David Lee Roth – 2006
- Black Star Riders – seit 2012

## Diskografie
- 1987: Y&T – Contagious
- 1990: Y&T – Yesterday & Today Live
- 1990: Y&T – Ten
- 1992: Fiona – Squeeze
- 1994: Suicidal Tendencies – Suicidal for Life
- 1995: Y&T – Musically Incorrect
- 1996: MD.45 – The Craving
- 1997: Alice Cooper – Fistful of Alice
- 1998: A.N.I.M.A.L. – Poder Latino (Session-Drummer)
- 1998: Y&T – Endangered Species
- 1999: Megadeth – Risk
- 2000: Megadeth – Capitol Punishment: The Megadeth Years
- 2001: Megadeth – The World Needs a Hero
- 2001: Megadeth – Behind the Music
- 2002: Megadeth – Rude Awakening
- 2002: Megadeth – Still Alive... and Well?
- 2005: Megadeth – Greatest Hits: Back to the Start
- 2006: Megadeth – Arsenal of Megadeth
- 2007: Megadeth – Warchest
- 2008: F5 – The Reckoning
- 2008: Megadeth – Anthology: Set the World Afire